# غوردون جونز (لاعب كرة قدم أمريكية)
غوردون جونز (بالإنجليزية: Gordon Jones) هو لاعب كرة قدم أمريكية أمريكي، ولد في 25 يوليو 1957 في بوفالو في الولايات المتحدة.

## وصلات خارجية
- غوردون جونز على موقع مرجع كرة القدم المحترفة.كوم (الإنجليزية)